# Paulo Marinho (político)
Paulo Celso Fonseca Marinho (Caxias, 1 de dezembro de 1958) é um advogado, empresário, professor, pecuarista e político brasileiro, filiado ao PSDB.

## Biografia
Filho de Nosly Marinho e Maria Luiza Fonseca Marinho. É casado com Márcia Serejo Marinho, médica e ex-prefeita de Caxias e ex-deputada federal. Ele é pai de Pedro Leandro Lima Marinho, Paulo Marinho Júnior (o Paulinho, candidato derrotado a prefeito de Caxias em 2012, ex-deputado federal e vice-prefeito de Caxias), Larissa Serejo Marinho, Igor Miranda Pinto, Rayssa Marinho, Caio Corrêa Marinho, João Victor Serejo Marinho, Paula Noelly Marinho, Paulo Icaro Ferreira de Oliveira Marinho e André Marinho (integrante do programa Pânico)
Sua irmã, Rosemary Fonseca Marinho, foi condenada por peculato em 2009, por apropriar-se de contribuições profissionais dos enfermeiros, juntamente com a mãe dela, Maria Luiza Fonseca de Souza,  presidente do Conselho Regional de Enfermagem de 1990 a 1996.
Ingressou na Faculdade de Direito da Universidade Federal do Maranhão em 1976 e no ano seguinte iniciou o curso de administração pública na Universidade Estadual do Maranhão. Formou-se em  ambos os cursos em 1980.
Foi promotor de justiça em Barreirinhas de 1984 a 1985, logo depois nomeado delegado regional do trabalho em São Luís. Foi a seguir nomeado superintendente regional do Instituto Nacional de Seguridade Social e no ano seguinte foi nomeado presidente da Companhia Habitacional em São Luís.
Foi eleito deputado federal pelo Maranhão por três mandatos:1991-1992, 1999-2002 e 2003-2005. e eleito prefeito de Caxias, é atualmente filiado ao Partido da República (PR).
Em 1990, candidata-se à deputado federal, pelo PSC, legenda coligada ao PFL, sendo eleito. Em 1992, foi eleito prefeito de Caxias pelo mesmo partido, derrotando Humberto Coutinho, do PFL. Em 1996 passou o cargo a seu sucessor, Ezíquio Barros Filho, do PSC.
Durante sua gestão na prefeitura de Caxias foi acusado de vender ilegalmente um bilhão de ações da Companhia Energética do Maranhão. Também foi acusado do desaparecimento de 250 mil reais repassados pelo Ministério da Saúde.
Mesmo com estas acusações e sendo processado, voltou a se eleger deputado pelo PSC em 1998. No ano seguinte foi condenado a devolver 381 mil reais aos cofres públicos e multa de 100% da dívida, além de ser considerado inelegível por seis anos, com sentença transitada em julgado.  Apesar disto, o desembargador Jorge Rachid, do Tribunal de Justiça do Maranhão (TJMA), suspendeu a sentença. O Superior Tribunal de Justiça impediu sua posse em 1999, mantendo a sentença de Caxias, sendo sua vaga ocupada por José Franklin Skeff Seba do PSD. Com outra liminar do TJMA, assumiu o cargo em fevereiro. Continuou a defender seu caso na Justiça e em 2002 disputou novamente eleições, desta vez pelo PFL, partido ao qual se filiou em 2001.
O processo de cassação foi acatado em razão de um cumprimento de uma decisão judicial tomada em 1999, foi cassado em 11 de agosto de 2005. Isto ocorreu depois do suplente a deputado, Albérico de França Ferreira Filho (PMDB) ter impetrado um mandado de segurança junto ao Supremo Tribunal Federal.
Em 2008 estava respondendo a 27 processos que somavam R$ 4,9 milhões a ser ressarcido aos cofres públicos.   De sua época no INSS foi condenado a oito anos e dois meses de prisão, por desvio de verba e fraude em licitações.
É sócio da Sociedade Educacional Caxiense,  mantenedora da Faculdade do Vale do Itapecuru (FAI) e do Instituto Superior de Educação de Caxias (ISEC); também do Sistema Veneza de Radiodifusão que possui a TV Band Caxias e a Rádio Veneza FM.
Em dezembro de 2015 foi preso por não ter pago pensão alimentícia a seus filhos.